# Vescicola (dermatologia)
La vescicola (dal latino vesicula, piccola tumefazione) è una minuscola raccolta di liquido chiaro al di sotto dello strato esterno dell'epidermide.

## Presentazione clinica

Differenza tra vescicola e bolla.

Si presenta come una piccola rilevazione superficiale, quasi sempre in sede intraepidermica, di rado in sede dermo-epidermica. Prendono il nome di vescicole tumefazioni di piccole dimensioni, con diametro inferiore a 0,3 cm.
In caso contrario si parla di bolle.
Il liquido deriva da uno stravaso di siero o sangue proveniente da vasi sottocutanei circostanti la lesione, se si tratta invece di pus, quindi torbido anziché limpido, la tumefazione prende il nome di pustola.

## Eziologia
Possono apparire vescicole nelle dermatiti irritative o allergiche da contatto. Spesso le fonti di irritazione sono i raggi UV o i raggi X. Altre volte le vescicole insorgono per contatto con ortiche, meduse, bruchi e altri animali o piante irritanti. Talvolta sono l'espressione di intolleranze ai farmaci (es. antibiotici, antiepilettici, paracetamolo, antiretrovirali).
Le vescicole si formano anche in presenza di affezioni cutanee: in alcuni casi rappresentano la manifestazione più importante della malattia come ad esempio nel pemfigo e nel pemfigoide; in altri invece sono associate a lesioni quali l'eritema, i noduli e le pustole.

## Terapia
Le vescicole rappresentano una protezione dei tessuti cutanei danneggiati e quindi non devono essere perforate: ciò rallenta la guarigione e aumenta il rischio di infezione. È necessario inoltre consultare il medico se recidivano o si manifestano in elevato numero.